# Майборода Олександр Микитович
Олекса́ндр Мики́тович Ма́йборода (нар. 6 вересня 1945, ст. ім. Т. Шевченка Смілянського району Черкаської області) — радянський і український історик, політолог, заступник директора з наукової роботи Інституту політичних і етнонаціональних досліджень ім. Кураса НАН України, доктор історичних наук, професор, член-кореспондент НАН України.

## Життєпис
Олександр Майборода народився 6 вересня 1945 у смт Шевченкове, Смілянського району, Черкаської області.
У 1962—1967 роках навчався на історичному факультеті Київського державного університету ім. Тараса Шевченка. Після завершення навчання отримав спеціальність історика-міжнародника. Працював на комсомольській роботі, а також  в Міністерстві закордонних справ України; у 1975—1979 рр. — на посаді старшого інженера сектора наукової інформації Президії АН УРСР.
З 1979 року — на науковій роботі. Працював молодшим (1979—1986), старшим (1986—1990), провідним (1990—1994) науковим співробітником відділу історіографії та історичних зв'язків України із зарубіжними країнами Інституту історії НАН України. Протягом 1994—1996 — завідувач відділу довідкових видань цього Інституту.
У 1996—1997 — експерт Центру політичного аналізу газети «День».
З 1997 працює в Інституті політичних і етнонаціональних досліджень ім. І. Ф. Кураса НАН України на посадах головного наукового співробітника, завідувача відділу етнополітології. З 2006 року — заступник директора з наукової роботи цього Інституту .
У 1983 році захистив кандидатську дисертацію на тему «Критика сучасних буржуазних концепцій етногенезу українського народу» (науковий керівник доктор історичних наук, професор І. С. Хміль).
У 1994 році, після захисту докторської дисертації на тему «Теорія етнополітики в західному суспільствознавстві: структура і принципи дослідження», присуджено науковий ступінь доктора історичних наук.
В 1993 році присвоєно вчене звання старшого наукового співробітника, в 2006 — вчене звання професора.
У 2018 році О. М. Майбороду обрано членом-кореспондентом НАН України .
Відмінник освіти України (2003). Заслужений діяч науки і техніки України (2016)
Автор понад 260 наукових праць, зокрема 5 монографій, 5 брошур, навчального посібника для середньої загальноосвітньої школи. Під його керівництвом захищено близько 20 докторських та кандидатських дисертацій.

## Наукові праці
- Критика сучасних буржуазних концепцій етногенезу українського народу. Київ: Наукова думка, 1987. 192 с.
- Теория этнополитики в западном обществоведении. Київ: Наукова думка, 1993. 228 с.
- Етнонаціональні процеси в сучасній Україні. Київ: УАДУ, 1996 (у співавторстві).
- Українські ліві: між ленінізмом і соціал-демократією. Київ: Вид. дім «KM Akademia», 2002. 256 с. (у співавторстві).
- Православие в истории России. Москва: ИНИОН АН СССР, 1987. 48 с.
- Національна політика як суспільне явище. Київ: Інститут історії АН УРСР, 1990. 33 с.
- Російський націоналізм в Україні (1991—1998 рр.). Київ: НаУКМА, 1999. 27 с.
- Політичне русинство. Київ: НаУКМА, 1999. 29 с.
- Ідейні засади лівого руху в Україні. Київ: НаУКМА, 1999. 56 с. (у співавторстві).
- Новітня історія. Навчальний посібник для 11 класу середньої школи (витримав три видання, останнє — у 2005 р. у співавторстві з В. І. Кучером).